# Кинг, Роберт, 4-й граф Кингстон
Роберт Генри Кинг, 4-й граф Кингстон (англ. Robert Henry King, 4th Earl of Kingston; 4 октября 1796 — 21 января 1867) — англо-ирландский пэр, военный и политик. Он был известен как Достопочтенный Роберт Кинг с 1796 по 1837 год и виконт Кингсборо с 1837 по 1839 год.

## Происхождение и образование
Родился 4 октября 1796 года. Второй сын Джорджа Кинга, 3-го графа Кингстона (1771—1839), и леди Хелены Мур (1773—1847), дочери Стивена Мура, 1-го графа Маунт-Кашела. Он закончил Эксетер-колледж Оксфордского университета, получив в 1818 году степень бакалавра искусств.

## Карьера
Роберт Кингстон служил в чине прапорщика в британской армии в оккупированной Франции после падения императора Наполеона.
Он заседал в Палате общин Великобритании от графства Корк с 1826 по 1832 год. В 1836 году он был назначен верховным шерифом графства Корк. В 1837 году после смерти своего старшего брата, Эдварда Кинга, виконта Кингсборо (1795—1837), Роберт Генри Кинг унаследовал титул учтивости — виконт Кингсборо.
18 октября 1839 года после смерти своего отца Роберт Кинг унаследовал титулы 4-го графа Кингстона, 4-го виконта Кингстона из Кингсборо в графстве Слайго, 4-го барона Кингстона из Рокингема в графстве Роскоммон, 2-го барона Кингстона из Митчелстауна в графстве Корк (Пэрство Соединённого королевства) и 8-го баронета Бойл-Эбби в графстве Роскоммон.

## Личная жизнь
Лорд Кингстон был арестован 30 марта 1848 года за «непристойное нападение в отношении молодого человека по имени Калл с намерением совершить противоестественное преступление» в отношении 20-летнего мужчины, которого он встретил на Оксфорд-стрит в Лондоне. Когда Калл сопротивлялся его приставаниям, лорд Кингстон дал ему денег, чтобы он купил стакан эля в ближайшем пабе, и быстро ушел. Вместо того, чтобы купить эль, Калл отправился на поиски полицейского, который последовал за ним и арестовал лорда Кингстона. Его доставили в полицейский участок Марилебона и продержали всю ночь. На следующее утро он предстал перед судьей и был обвинен в непристойном нападении на молодого человека (на тот момент это было правонарушением) и был обязан внести залог в астрономической сумме в 10 000 фунтов стерлингов. На следующей неделе дело было передано на рассмотрение большого жюри Олд-Бейли, но большое жюри «проигнорировало» обвинение.
Лорд Кингстон скончался неженатым в январе 1867 года в возрасте 70 лет. Графством ему наследовал его младший брат Джеймс.